# 千籐まさと
千籐 まさと （せんとう まさと）はフリーのライター。主にシナリオライターとして活動している。
2002年発売のアダルトゲーム『うそ×モテ 〜うそんこモテモテーション〜』（STUDIOねこぱんち）でデビュー。

## 作品

### アダルトゲーム
- うそ×モテ 〜うそんこモテモテーション〜 （STUDIOねこぱんち 2002年、企画・シナリオ）
- 戦国 if （RUNE 2002年、一部シナリオ）
- Ricotte 〜アルペンブルの歌姫〜 （RUNE 2003年、シナリオ）

### オンライン小説
- Pigion Colors